# Nicola Cassio
Nicola Cassio (* 9. Juli 1985 in Triest) ist ein italienischer Schwimmer.

## Werdegang
Er schwimmt vor allem mittlere und längere Freistilstrecken, deswegen ist er oft für Italien in den Staffeln im Einsatz. Cassio wohnt in seiner Geburtsstadt Triest.
Bei den Jugendeuropameisterschaften 2003 wurde er Zweiter über 400 m Freistil.

## Rekorde
| Europarekorde (1)                                       | Europarekorde (1) | Europarekorde (1) | Europarekorde (1) |
| ------------------------------------------------------- | ----------------- | ----------------- | ----------------- |
| 4 × 200 m Freistil (mit Rosolino, Berbotto und Magnini) | 07:09,60 min      | 5. August 2006    | Budapest          |
| (Stand: 30. Juli 2008)                                  |                   |                   |                   |